# Elizabeth Towne

Elizabeth Towne, en una publicación de 1905

Elizabeth Towne (1865 - 1960) fue una influyente escritora y editora del Nuevo Pensamiento. Ella y su segundo esposo William E. Towne durante muchos años estuvieron asociados a International New Thought Alliance (INTA), e integraron su dirección desde diversos puestos. Ella fue presidenta del INTA en 1924.
Fue fundadora y editora de la revista Nautilus, un periódico del Movimiento Nuevo Pensamiento que se publicó desde 1898 hasta 1953, cuando ella lo cerró debido a su avanzada edad (88 años al momento del cierre). También operó la Compañía Elizabeth Towne Company, la cual publicó una extensa lista de libros sobre Nuevo Pensamiento, metafísica, autoayuda, y desarrollo personal de su propia autoría y de otros escritores como William Walker Atkinson, Kate Atkinson Boehme, Paul Ellsworth, Orison Swett Marden, Edwin Markham, Clara Chamberlain McLean, Helen Rhodes-Wallace, William E. Towne, y Wallace Wattles.
La página del título del libro de Towne The Life Power and How to Use It (El Poder de la vida y como usarlo) puede verse en la secuencia de apertura de la película del año 2006 El Secreto. Esta película presenta muchas de las ideas que divulgó, junto con las de Wallace Wattles y William Walker Atkinson.